# Roldano Lupi
Roldano Lupi (8 de febrero de 1909 – 13 de agosto de 1989) fue un actor teatral, cinematográfico y televisivo de nacionalidad italiana.

## Biografía

### Inicios
Nacido en Milán, Italia, sus padres eran Domenico, un antiguo inspector de aduanas dedicado a la construcción, y Maria Tardiani. Diplomado en contabilidad en su ciudad natal, se dedicó a la actuación por pura diversión, formando parte de la plantilla de algunas compañías teatrales de aficionados.
Se convirtió en actor profesional relativamente tarde, en 1938, cuando tuvo la oportunidad de actuar en la célebre compañía de teatro de Kiki Palmer. Tras esa valiosa experiencia su carrera recibió un impulso, formando parte de la compañía de Guglielmo Giannini y de las de Ruggero Ruggeri y Dina Galli en 1942. 

### Cine
Al mismo tiempo, Lupi debutaba en el cine en 1941 en un film de Ferdinando Maria Poggioli – del que pasaría a ser su actor favorito -, Sissignora, en el que interpretó uno de los papeles que lo hicieron célebre: el del amante egoísta y cínico. Pero el éxito cinematográfico le llegó a Lupi al año siguiente, cuando protagonizó Gelosia, también bajo la dirección de Poggioli. Además, en 1944 trabajó en el film Circo equestre Za-bum.
Desde ese momento, y hasta el final de la Segunda Guerra Mundial, Lupi llegó a ser uno de los protagonistas de la gran pantalla, caracterizándose sus actuaciones por una seriedad y profesionalidad que le valieron la aprobación de la crítica, aunque se le reprochaba una cierta rigidez en la expresión. Dotado de una imagen a menudo sombría y ceñuda, y a pesar de protagonizar varias producciones de éxito, Lupi nunca fue considerado por el público como una gran estrella al estilo de intérpretes como Massimo Girotti, Amedeo Nazzari, Fosco Giachetti o Andrea Checchi, que tuvieron papeles similares a los suyos. 
En los últimos años de la guerra y tras la misma, interpretó, entre otras producciones, Nessuno torna indietro (de Alessandro Blasetti), Il cappello da prete (de Poggioli, 1943), La porta del cielo (de Vittorio De Sica), Il testimone, L'adultera (de Duilio Coletti), Il delitto di Giovanni Episcopo (de Alberto Lattuada), y Altura (de Mario Sequi), film en el que actuaban Girotti y Eleonora Rossi Drago.

### Vuelta al teatro, doblaje y últimas películas

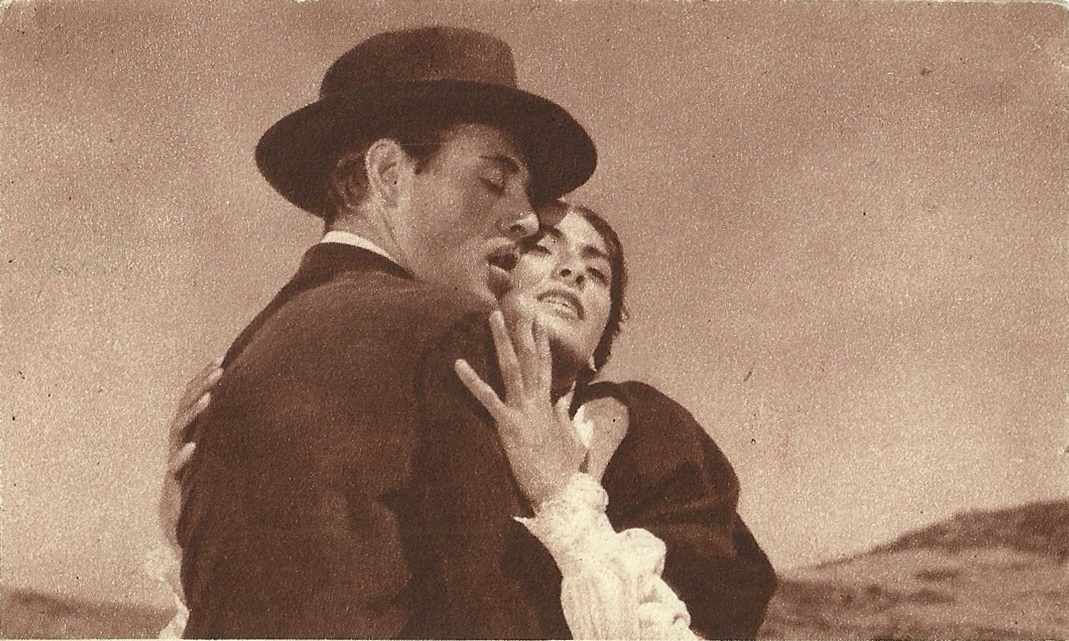
Lupi con Columba Domínguez en L'edera (1950).

Progresivamente, y en particular en la segunda mitad de los años 1950, Lupi desempeñó papeles como actor de carácter. Mientras tanto, en 1944 volvió al teatro para trabajar con Anna Magnani y Carlo Ninchi, y en 1947 únicamente con Ninchi. En 1951, con la compañía de Guido Salvini, prosiguió con su actividad teatral, iniciándose también como actor radiofónico y de voz (suyas fueron, entre otras, las voces de algunas películas interpretadas por Walter Pidgeon – en la película de culto Planeta prohibido -, George Raft, Raymond Massey, Leo Genn, George Montgomery y Roy Rogers). 
En 1952 también tuvo la oportunidad de trabajar junto a la estrella de Hollywood Errol Flynn, en el film Crossed Swords.
Lupi siguió también actuando en el cine en los años 1960, trabajando en muchas cintas de género (fue protagonista de varios péplum italianos) bajo la dirección de Riccardo Freda, Domenico Paolella, Primo Zeglio y Umberto Scarpelli, entre otros, aunque tuvo, así mismo, la satisfacción de rodar con directores extranjeros como los franceses Claude Autant-Lara, Christian-Jaque, Bernard Borderie y Henri Decoin.

### Televisión
Con la llegada de la televisión, Lupi fue comprometiéndoe de manera gradual con el nuevo medio, siendo protagonista de obras televisadas como Canne al vento (1958), con dirección de Mario Landi, Mont Oriol (1958, de Claudio Fino), L'isola del tesoro (1959, de Anton Giulio Majano), Tom Jones (1960, de Eros Macchi), Una tragedia americana (1962), La donna di fiori, y La fiera della vanità (1967). 
Otras producciones televisivas en las que participó fueron Questa sera parla Mark Twain, de Daniele D'Anza, Le mie prigioni (1968), y Eleonora (1973), de Silverio Blasi.
Continuó con su intensa actividad teatral y televisiva hasta el año 1979, cuando apareció por última vez en Racconti di fantascienza, de Blasetti.
Roldano Lupi falleció en Roma, Italia, en 1989. Fue enterrado en el Cementerio Flaminio de Roma. Había estado casado con la actriz de teatro veneciano Pina Bertoncello.

## Selección de su filmografía
| - Sissignora, de Ferdinando Maria Poggioli 1941 - Gelosia, de Ferdinando Maria Poggioli (1942) - Sogno d'amore, de Ferdinando Maria Poggioli (1943) - Addio, amore!, de Gianni Franciolini (1943) - Nessuno torna indietro, de Alessandro Blasetti (1943) - Giacomo l'idealista, de Alberto Lattuada (1943) - Amanti senza amore, de Gianni Franciolini (1947) - Il cappello da prete, de Ferdinando Maria Poggioli 1944 - La porta del cielo, de Vittorio De Sica (1944) - Vivere ancora, de Nino Giannini y Leo Longanesi (1944) - La freccia nel fianco, de Alberto Lattuada (1945) - L'adultera, de Duilio Coletti (1946) - Umanità, de Jack Salvatori (1946) - Pian delle stelle, de Giorgio Ferroni (1946) - Il testimone, de Pietro Germi (1946) - Il delitto di Giovanni Episcopo, de Alberto Lattuada (1947) - Il diavolo bianco, de Nunzio Malasomma (1947) - Il fiacre n. 13 (episodio: delitto), de Mario Mattoli (1947) - Il fiacre n. 13 (episodio: castigo), de Mario Mattoli (1948) - L'uomo dal guanto grigio, de Camillo Mastrocinque (1948) - Giudicatemi, de Giorgio Cristallini (1949) - Duello senza onore, de Camillo Mastrocinque (1949) - L'edera, de Augusto Genina (1950) - El alarido, de Ferruccio Cerio (1950) - Altura, de Mario Sequi (1950) - Les Loups chassent la nuit, de Bernard Borderie (1951) | - L'angelo del peccato, de Leonardo De Mitri (1951) - Altri tempi, de Alessandro Blasetti (1952) - Il segreto delle tre punte, de Carlo Ludovico Bragaglia (1952) - Il maestro di Don Giovanni / Crossed Swords, de Vittorio Vassarotti y Milton Krims (1952) - Koenigsmark, de Solange Térac (1953) - Frine, cortigiana d'Oriente, de Mario Bonnard (1953) - I cavalieri della regina, de Mauro Bolognini y Joseph Lerner (1954) - La campana di San Giusto, de Mario Amendola y Ruggero Maccari (1954) - Casa Ricordi, de Carmine Gallone (1954) - L'affaire du poisons, de Henri Decoin (1955) - La cortigiana di Babilonia, de Carlo Ludovico Bragaglia (1955) - Il vetturale del Moncenisio, de Guido Brignone (1956) - Lui, lei ed il nonno, de Anton Giulio Majano (1960) - I mongoli, de Riccardo Freda, André De Toth y Leopoldo Savona (1961) - Il conte di Montecristo, de Claude Autant-Lara (1961) - Il giustiziere dei mari, de Domenico Paolella (1961) - Il gigante di Metropolis, de Umberto Scarpelli (1961) - Le sette sfide, de Primo Zeglio (1961) - Il mistero del tempio indiano, de Mario Camerini (1963) - Kali Yung la dea della vendetta, de Mario Camerini (1963) - Maciste nell'inferno di Gengis Khan, de Domenico Paolella (1964) - Buffalo Bill, l'eroe del Far West, de Mario Costa (1964) - Il colosso di Roma, de Giorgio Ferroni (1964) - La vendetta dei gladiatori, de Luigi Capuano (1964) |

## Radio
- L'ultima stanza, de Graham Greene, con Mila Vannucci, Teresa Browne, Teresa Franchini y Wanda Capodaglio; dirección de Orazio Costa, 16 de junio de 1963.

## Televisión
- Canne al vento, de Grazia Deledda, con Cosetta Greco, Franco Interlenghi, Cesarina Gheraldi y Miranda Campa; dirección de Mario Landi; 4 episodios entre el 8 de noviembre de 1958 y el 29 de noviembre de 1958.
- Mont Oriol, de Guy de Maupassant, con Sergio Tofano, Monica Vitti, Paolo Ferrari y Paolo Carlini; dirección de Claudio Fino; 4 episodios entre el 8 de marzo de 1958 y el 29 de marzo de 1958.
- L'isola del tesoro, dirección de Anton Giulio Majano, con Álvaro Piccardi, Corrado Pani, Ivo Garrani y Leonardo Cortese (1959)
- Tom Jones, de Henry Fielding, dirección de Eros Macchi, con Pino Colizzi, Elisa Cegani, Franco Parenti y Carlo Giuffrè. 6 episodios entre el 29 de mayo de 1960 y el 3 de julio de 1960
- Una tragedia americana, de Theodore Dreiser, con Warner Bentivegna, Giuliana Lojodice, Virna Lisi y Alberto Lupo; dirección de Anton Giulio Majano y Otello Toso; 7 episodios entre el 11 de noviembre de 1962 y el 23 de diciembre de 1962.
- La sciarpa, dirección de Guglielmo Morandi (1963)
- David Copperfield, de Charles Dickens, dirección de Anton Giulio Majano, con Roberto Chevalier, Giancarlo Giannini, Laura Efrikian y Annamaria Guarnieri. 8 episodios entre el 26 de diciembre de 1965 y el 13 de febrero de 1966.
- La fiera della vanità, de Anton Giulio Majano, con Romolo Valli, Adriana Asti, Ilaria Occhini y Andrea Checchi, primer episodio el 12 de noviembre de 1967.
- I fratelli Karamàzov, dirección de Sandro Bolchi (1969).
- Eleonora, dirección de Silverio Blasi (1972)
- La figlia di Jorio, dirección de Silverio Blasi, con Edmonda Aldini y Giuseppe Pambieri (1974).
- Accadde a Lisbona, dirección de Daniele D'Anza, con Paolo Stoppa y Paolo Ferrari (1974)
- Murat, de Dante Guardamagna, con Antonio Casagrande, Manlio Guardabassi, Vittorio Sanipoli y Orso Maria Guerrini; dirección de Silverio Blasi, 1975.
- Dov'è Anna?, dirección de Piero Schivazappa (1976)

## Teatro
- Jegor Bulycov e gli altri, de Máximo Gorki, dirección de Vito Pandolfi, con Anna Magnani, Carlo Ninchi y Wanda Capodaglio. Teatro Quirino de Roma (28 de noviembre de 1944)
- Così per gioco, de Armand Salacrou, dirección de Carlo Ninchi, con Anna Magnani, Carlo Ninchi y Aroldo Tieri. Teatro Quirino de Roma (6 de diciembre de 1944)
- Time and the Conways, de J. B. Priestley, dirección de Alessandro Blasetti, con Vittorio De Sica, Lia Orlandini, Valentina Cortese y Elisa Cegani. Teatro delle Arti de Roma (10 de octubre de 1945)
- Anna Christie, de Eugene O'Neill, dirección de Orazio Costa, con Anna Magnani. Teatro Eliseo de Roma (14 de diciembre de 1945)